# Rodalia de Bilbao
El nucli de Rodalia de Bilbao (Aldirikoak - Bilbao en Basc i Cercanías Bilbao en castellà) està compost per quatre línies. Totes elles tenen terminal a l'estació de Bilbao-Abando. La línia C-1, la més concorreguda de les quatre línies, pertany a l'antic Ferrocarril de Bilbao a Portugalete i Triano, i reccorre el marge esquerre de la Ria de Bilbao.

## Línies i estacions

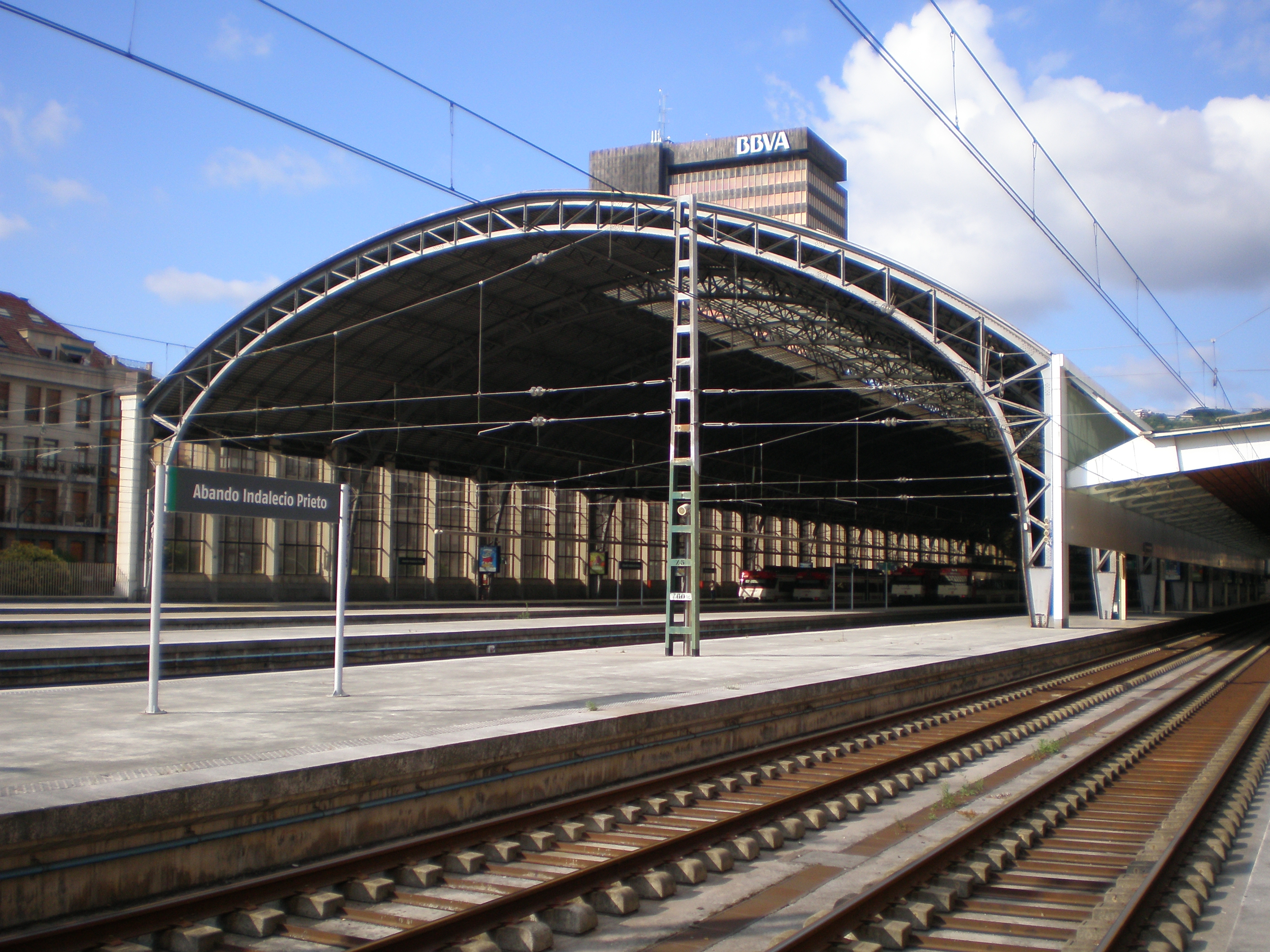
Estació de Bilbao-Abando.